# Kyohei Shimazaki
Kyohei Shimazaki (島崎 恭平 Shimazaki Kyohei?, nacido el 4 de septiembre de 1991 en Tokio) es un futbolista japonés que se desempeña como guardameta.

## Trayectoria

### Clubes
| Club                    | País  | Año         |
| ----------------------- | ----- | ----------- |
| FC Machida Zelvia       | Japón | 2014 - 2016 |
| FC Kariya               | Japón | 2017        |
| Tokyo Musashino City FC | Japón | 2018 -      |

## Estadística de carrera

### J. League
| Club              | Año   | J. League | J. League | Copa J. League | Copa J. League | Total | Total |
| Club              | Año   | Part.     | Goles     | Part.          | Goles          | Part. | Goles |
| ----------------- | ----- | --------- | --------- | -------------- | -------------- | ----- | ----- |
| FC Machida Zelvia | 2014  | 1         | 0         | -              | -              | 1     | 0     |
| FC Machida Zelvia | 2015  | 0         | 0         | -              | -              | 0     | 0     |
| FC Machida Zelvia | 2016  | 0         | 0         | -              | -              | 0     | 0     |
| Total             | Total | 1         | 0         | 0              | 0              | 1     | 0     |